# Saint-Germain, Ardèche

Saint-Germain este o comună în departamentul Ardèche din sud-estul Franței. În 1 ianuarie 2022 avea o populație de 704 de locuitori.